# Marcel Callo
Marcel Callo (Rennes, 6 dicembre 1921 – Mauthausen, 19 marzo 1945) è stato un laico francese, arrestato dalla Gestapo per il suo attivismo cattolico; morì martire nel campo di concentramento di Mauthausen-Gusen.

## Biografia
Nacque in una modesta famiglia di operai da Marcello e Felicita Maria Giuseppina; secondo di 9 figli, crebbe in un ambiente profondamente cristiano. I suoi genitori lavorano in uno stabilimento chimico e sono attenti ad inserirlo in gruppi e associazioni giovanili di tradizione cattolica. Frequentò le scuole a Rennes e fece a lungo il chierichetto. Si iscrisse dapprima ad un movimento cristiano detto "crociata eucaristica", molto diffuso negli ambienti scolastici, che incoraggiava la partecipazione ai sacramenti da parte degli alunni. Successivamente, nel 1933 Marcel fu ammesso negli scout, dove rimase immediatamente affascinato dallo spirito collaborativo delle leggi del gruppo e dalla compagnia che vi trovò. Nel 1934 lasciò gli scout e andò a lavorare come apprendista in una tipografia di Rennes all'età di soli 13 anni. Il fratello maggiore, Giovanni, fu invece mandato in seminario e divenne sacerdote.
Il clima che Marcel trovò in questo ambiente non fu dei migliori, infatti c'era il cattivo costume tra gli operai di maltrattare i più piccoli. Marcel rimase sconvolto perché negli ambienti frequentati in precedenza era stato abituato a un tutt'altro clima. Nel 1935 su invito dell'abate Martinais entrò nella JOC (Gioventù Operaia Cristiana), dove privilegiò la vita spirituale come sorgente di ogni azione, portando nel mondo operaio un'attenzione particolare per la fede. Diventato in seguito presidente della sezione di Rennes si prodigò per essa assumendosi ogni sorta di responsabilità.
Tutti quelli che lo frequentarono ebbero modo di conoscere il suo carattere molto fermo, la sua ostinazione nel perseguire gli obiettivi che si prefiggeva e la ricerca della solidarietà.
In quegli anni Marcel Callo si fidanzò con Margherita, una ragazza appartenente a quel movimento.
Lo scoppio della seconda guerra mondiale, e l'occupazione nazista della Francia 1940-1944 causarono una grande svolta nella sua vita: le attività delle associazioni cattoliche vennero ufficialmente proibite e le sezioni dovettero agire nella clandestinità. Per la JOC si parla di quegli anni come di una « JOC delle catacombe ».
All'indomani del bombardamento di Rennes, l'8 marzo 1943, mentre sua sorella Maria Maddalena moriva per le ferite riportate sotto le bombe, egli ricevette la cartolina precetto che gli imponeva di andare in Germania a lavorare per il "Servizio del Lavoro obbligatorio". Avrebbe potuto nascondersi, ma per evitare rappresaglie al padre e al fratello sacerdote, decise di partire dicendo: « Parto non già come lavoratore, ma come missionario al servizio dei miei compagni».
Fu mandato in Turingia dove incontrò un gruppo di Jocisti tedeschi ed il loro cappellano. Marcel trascinò allora con sé altri compagni francesi poco praticanti. Si comportò «...da missionario, per aiutare i suoi fratelli jocisti». Attorno a lui si sviluppò un gruppo molto attivo, fatto questo che attirò subito l'attenzione della Gestapo la quale non gradiva affatto i programmi educativi dell'azione cattolica. Soprattutto non vedeva di buon occhio il messaggio di fratellanza universale che la dottrina cattolica diffondeva in contrasto con l'ideologia nazista basata sul razzismo e sulla necessità di portare la guerra ai popoli europei.
Venne condannato con la seguente motivazione: «Per il suo attivismo cattolico presso i suoi compagni del Servizio del Lavoro Obbligatorio, si è dimostrato pericoloso per il regime nazista e per la sicurezza del popolo tedesco».
I nazisti lo arrestarono insieme al suo gruppo, il 19 marzo 1944. Prima fu rinchiuso nella prigione di Gotha, dopo nel campo di Flossenbürg, infine lo mandarono a Mauthausen-Gusen II.
Nel campo, pur soffrendo la fame e la sete, percosso, lavorando dodici ore al giorno nella soffocante fabbrica sotterranea "B8 Bergkristall" in St. Georgen/Gusen, la sua fede non cessò di aumentare. Ben presto si ammalò e fu mandato come tre mila altri di Gusen II all'infermeria in Mauthausen, a due passi dal forno crematorio. Là continuò a sostenere i suoi compagni di sventura, fino all'ultimo. Morì infine, sfinito dagli stenti e spossato dalla dissenteria, il 19 marzo 1945.
Il colonnello Tibodo, che aveva visto morire migliaia di prigionieri, l'assistette all'alba del 19 marzo 1945. Testimoniò con insistenza ed emozione che: « Marcel aveva lo sguardo d'un santo ».

## Culto
Papa Giovanni Paolo II lo ha beatificato, il 4 ottobre 1987, durante il Sinodo dei Laici. La sua memoria liturgica è stabilita il 19 marzo.
La causa di beatificazione collettiva d'una cinquantina d'altri "martiri del STO" è sempre in corso dalla fine degli anni '80. Fu infatti in seno ad un gruppo di responsabili dell'Azione Cattolica clandestina in Turingia che Marcel Callo fu arrestato. Anche se egli fu una figura emblematica di questo gruppo, il suo destino non è separabile da quello dei suoi compagni di sventura, in questa regione come in tutta la Germania. La parrocchia Marcel Callo a Linz-Auwiesen porta il suo nome. Il Comune di St. Georgen/Gusen ha dato il suo nome a una strada.
Dal Martirologio romano:
"A Mauthausen in Austria, ricordo del B. Marcello Callo, martire che, giovane nativo di Rennes, confortava nella fede i compagni di prigionia sfiancati dalle fatiche massacranti dei campi di lavoro con la sua grande passione per Cristo, e per questo trovò la morte nel campo di sterminio di Mauthausen."